# Археолошко налазиште
Археолошко налазиште или локалитет је место људске активности која се може сагледати у концентрацији артефаката и одбачених сировина. Сви налази са једног локалитета посматрају се у оквиру шире културне целине (културне групе или комплекса), у циљу анализе људске активности тога поднебља.
Проучавање локалитета не може открити више од једног аспекта друштвеног понашања. За ширу интерпретацију узима се у обзир целокупна територија на којој је група функционисала. Територија годишњег домета (хоме ранге), укључује територију на коју је заједница настањивала и на којој се кретала током једног временског периода. 
Територија обухвата станишта, који могу бити: сезонска, транзитна, оставе и сл.
У мобилним заједницама разликујемо станишта на отвореном и пећинска станишта. Кратке фазе окупације на локалитету дефинишу се преко распореда артефаката и костију унутар и око непокретних структура, да би се уочило постојање устаљених шема. Овим се бави део археологије који се назива етноархеологија. 
Србија има 194 археолошка налазишта утврђена као културно добро.